# Ole Samuelsen
Ole Samuelsen, född 7 april 1932 i Odense, död 31 mars 1996 i Stensballe, var en dansk adjunkt och politiker (Det Radikale Venstre). Han var folketingsledamot 1968-1973.
Ole Samuelsen var son till skolinspektören K. P. Samuelsen och Ane Kirstine Andersen. Han tog studentexamen från Skt. Knuds gymnasium i Odense 1951 och blev därefter cand. mag. i historia och engelska från Köpenhamns universitet 1957. Han var utbytesstudent i London 1954 och tog slöjdlärarexamen 1955. Efter studierna arbetade han som adjunkt på Horsens statsskole, där han sedan blev lektor (1971) och studielektor (1977). Han arbetade på skolan till 1991. Han var gift (1956-1974) med hushållsläraren Anna Holm, med vilken han fick fem barn. Dottern Mette Bock och sonen Anders Samuelsen var likt fadern engagerade i Det Radikale Venstre innan den senare bildade Ny Alliance (numera Liberal Alliance) 2007.
Samuelsens politiska karriär började i Vær-Nebels sockenstämma, där han var ledamot (1962-1970) och vice ordförande (1966-1970). Han var även ordförande av kommunens skolkommission och fritidsnämnd (1962-1970). I samband med kommunreformen 1970 slogs Vær-Nebels kommun ihop med Horsens kommun och Samuelsen blev därmed ledamot Horsens kommunfullmäktige (1970-1978). Han blev invald i Folketinget 1968 för Horsens valkrets och blev ledamot och sekreterare i den radikala folketingsgruppen (1968-1973) samt dess vice ordförande (1970-1971). Han var ordförande av Folketingets forskningsutskott (1969-1971) och utbildningsutskott (1970-1971) samt ordförande av partiets kyrkopolitiska utskott (1968-1976). Han förlorade sitt mandat i 1973 års val och fortsatte i Horsens kommunfullmäktige till 1978.
Samuelsen har skrivit böckerna Kilder til Danmarks politiske historie 1920-1939 (med Tage Kaarsted, 1966) och Det Radikale Venstre i medvind og modvind 1955-1980 (med Helge Larsen, 1980). Han har varit styrelseledamot i Rask-Ørsted fondet (1969-1971) och Hovedstadsreformudvalget (1970-1971).